# 印度古典式舞蹈

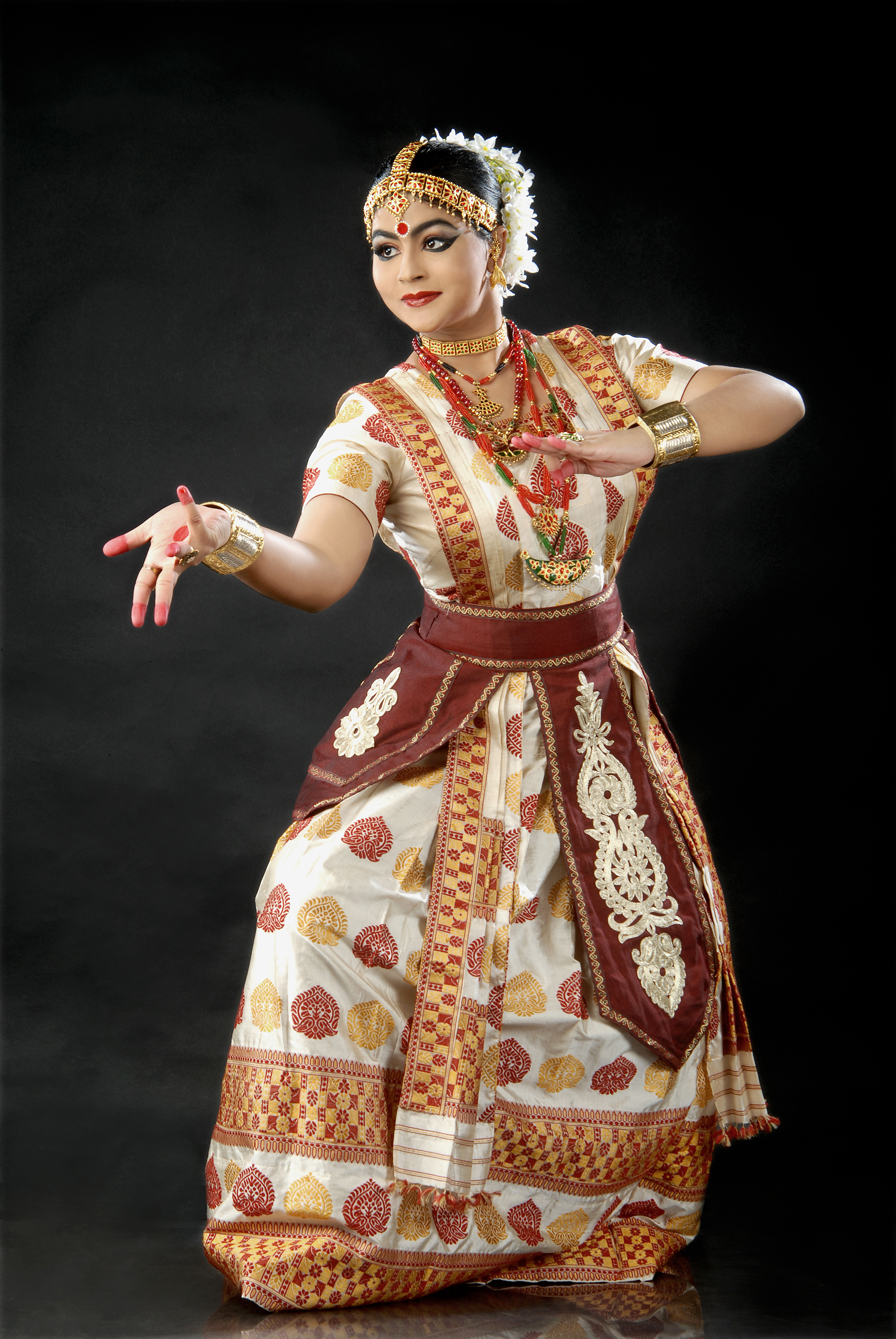
印度古典式舞蹈

印度古典式舞蹈其实是很多种类舞蹈方式的总称。这些舞蹈在某些时代在以印度为中心的南亚地区流行。其中，最有名的是印度泰米尔纳德邦的婆罗多舞和印度北部的卡塔克。
然而在现代，由于印度宝莱坞电影事业的发达，新的更加流行的舞蹈形式被从古典舞蹈中派生出来，而且已经自成体系，这些新派舞蹈往往称作宝莱坞式舞蹈，她们已不属于本文所述的古典式舞蹈。